# Elmar Schrüfer

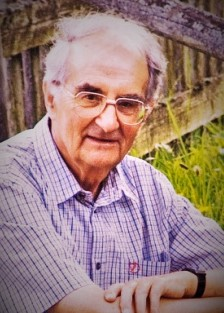
Elmar Schrüfer privat (2014)

Elmar Schrüfer (* 23. Mai  1931 in Edelbach, Spessart; † 22. Mai 2022) war ein deutscher Physiker und Professor für Messtechnik. Er gehörte zu den Pionieren einer universitären Ausbildung in Elektrischer Messtechnik im In- und Ausland sowie in den zugehörigen Fachgebieten Zuverlässigkeit von Mess- und Automatisierungseinrichtungen sowie Signalverarbeitung.

## Leben
Elmar Schrüfer wurde 1931 in Edelbach im Spessart als ältestes von vier Kindern geboren. Sein Vater war Lehrer. Schrüfer besuchte bis 1950 das Humanistische Gymnasium in Aschaffenburg, studierte anschließend Physik an der Julius-Maximilians-Universität Würzburg und wurde 1958 zum Dr. rer. nat. mit einer Arbeit über die Energieverteilung im Spektrum der Röntgenbremsstrahlung eines 35 MeV Betatrons promoviert.

## Industrietätigkeit
Sein Arbeitsgebiet in der darauffolgenden Industrietätigkeit bei der Allgemeinen Elektricitätsgesellschaft (AEG) und der Kraftwerk Union (KWU) war daran angelehnt und umfasste zunächst die Strahlungsmesstechnik an Forschungs- und Leistungsreaktoren. Aus diesen Arbeiten entstand das Buch Strahlung und Strahlungsmesstechnik in Kernkraftwerken, mit dem er nicht nur bei den Energieversorgungsunternehmen, sondern auch bei den Technischen Überwachungsvereinen (TÜV) als Gutachter für die Betriebsgenehmigungen entsprechende Beachtung gefunden hat.
Später war er verantwortlich für die Auslegung, Beschaffung, Montage und Inbetriebnahme der gesamten Instrumentierung (nuklear und konventionell, Messung und Signalverarbeitung) von Kernkraftwerken. Ein Schwerpunkt der Arbeiten war dabei die Sicherheit der Anlagen. Die Grundsätze für die Auslegung waren weiterzuentwickeln, mit den Gutachtern abzustimmen und die Systeme waren zu realisieren. Hier ist es mit dem Steuerstabfahrrechner zum ersten Mal gelungen, ein Software-System für Sicherheitsaufgaben einzusetzen. Zuletzt war Schrüfer bei der Kraftwerkunion als Hauptabteilungsleiter tätig.

## Wirken im universitären Bereich

### Lehre und Forschung
Schon während der Industrietätigkeit erhielt Schrüfer von der Universität Karlsruhe einen Lehrauftrag für das Gebiet Reaktorinstrumentierung. Seine reichen Erfahrungen führten nahezu zeitgleich (1970 bis 1980) zur Mitarbeit in der Reaktor-Sicherheitskommission (RSK).
1975 erfolgte seine Berufung zum ordentlichen Professor und Leiter des Lehrstuhls für Elektrische Messtechnik an der Technischen Universität München (TUM), Fakultät für Elektrotechnik. Das Fach Elektrische Messtechnik ist an der TUM ein Pflichtfach für alle Studierenden der Elektrotechnik. Entsprechend groß sind die Zahl und der Anspruch an den Inhalt der Lehrveranstaltungen. Diese wurden durch seine weit verbreiteten, auch an anderen Universitäten und Hochschulen eingesetzten Lehrbücher „Elektrische Messtechnik“, „Zuverlässigkeit von Mess- und Automatisierungseinrichtungen“ und „Signalverarbeitung“ bestens unterstützt.
Das Aufgabengebiet Zuverlässigkeit und Sicherheit industrieller Anlagen war schon während der Industrietätigkeit von Schrüfer ein wichtiger Bereich. Diese Arbeiten wurden an seinem Lehrstuhl weiter fortgeführt. Die zum Nachweis der Sicherheit nötigen Methoden und Verfahren wurden verbessert. Ein weiterer Schwerpunkt war die Signalverarbeitung. Hier wurden die jeweils neuesten Komponenten der Mikroelektronik eingesetzt, um leistungsfähigere Messsysteme zu erhalten. Anspruchsvolle Messaufgaben wurden mit neuartigen Sensoren wie z. B. Surface Acoustic Waves (SAW) gelöst. Aufgrund der steigenden Rechnerleistungen gelang es bei seinen Forschungen, auch komplexe Systeme wie z. B. die Fourier-Spektrometer für praktische Messungen einzusetzen.
Die Liste der wissenschaftlichen Veröffentlichungen von Schrüfer umfasst neben den zum Standard gewordenen Lehrbüchern (bis zu 11 Auflagen) viele Beiträge in Nachschlagewerken wie z. B. VDI-Lexika, mehr als 50 Zeitschriftenaufsätze sowie eine Vielzahl von Vorträgen. In dieser Zeit als Hochschullehrer entstanden ca. 650 Diplomarbeiten und 35 Dissertationen. Zehn seiner Doktoranden sind nach einer Industrietätigkeit ebenfalls Hochschullehrer geworden.

### Zusammenarbeit mit ausländischen Hochschulen
Die Zusammenarbeit mit ausländischen Hochschulen, insbesondere mit solchen in Osteuropa und in der Volksrepublik China, war Schrüfer ein besonderes Anliegen. Dabei unterstützte ihn seine Frau Anna nach Kräften. Frühzeitig bemühte er sich um den Kontakt zu den Kollegen in der DDR. Zusammen mit den Professoren Hans-Rolf Tränkler (Universität der Bundeswehr München) und Friedrich Schneider (TUM) wurde das Stipendienprogramm Ost eingerichtet. Im Rahmen dieses Programms konnten Diplomanden osteuropäischer Universitäten sechs Monate in den Labors der Münchner Universitäten ihre Diplomarbeiten ausführen. Finanziert wurde dieses Programm nicht von staatlicher Seite, sondern von eingeworbenen Drittmitteln. Mehr als 70 Studierende haben bis 2004 an diesem Programm teilgenommen. Ein Teil von ihnen hat dann später noch an der TU München und der Universität der Bundeswehr promoviert.
Seit 1983 war Schrüfer regelmäßig zu Vorträgen und Gesprächen an Universitäten der Volksrepublik China. Forschungsarbeiten wurden gemeinsam durchgeführt, und er hat bei Promotionen mitgewirkt.
Einen Schwerpunkt bildete seit etwa 1993 das Chinesisch-Deutsche Hochschulkolleg (CDHK) an der Tongji-Universität Shanghai. Das CDHK mit den Fachrichtungen Maschinenwesen, Elektrotechnik und Wirtschaftswissenschaften wird vom Deutschen Akademischen Austauschdienst (DAAD) betreut und teilweise finanziert. Schrüfer hat den Studienzweig Elektrotechnik mit geplant, eingerichtet und bis 2005 offiziell geleitet. Im Rahmen dieses Projekts kamen aus der Elektrotechnik zwischen 1998 und 2013 über 200 chinesische Studierende an die TUM, wobei 150 den Doppelmaster-Abschluss der Tongji-Universität Shanghai und der TUM erreicht haben. Das Programm wird von der deutschen Industrie unterstützt. Mehr als 90 % der Absolventen arbeiten bei chinesisch-deutschen Unternehmen in der Volksrepublik China, zum Teil in hervorgehobenen Positionen. Zwanzig dieser Absolventen haben an verschiedenen Universitäten in und außerhalb Deutschlands promoviert. Die Betreuung ausländischer Studierender hat Schrüfer nach seiner Emeritierung im Jahre 1999 verstärkt fortgeführt.

## Mitarbeit in Gremien
Mit der Lehr- und Forschungstätigkeit von Schrüfer waren eng verbunden seine zahlreichen Funktionen innerhalb und außerhalb des Universitätsbereichs. So war er 1989 bis 1991 Dekan der Fakultät für Elektrotechnik und Informationstechnik, viele Jahre Mitglied des Fakultätsrates sowie Gutachter für die Deutsche Forschungsgemeinschaft (DFG), die Alexander-von-Humboldt-Gesellschaft und die Volkswagen-Stiftung. Anlässlich eines Ehrenkolloquiums zum 70. Geburtstag von Theodor Gast, Professor für Messtechnik an der TU Berlin, entstand 1986 die Idee, einen Arbeitskreis der Hochschullehrer für Messtechnik (AHMT) zu gründen. Schrüfer war erster Vorsitzender bis 1991. Die Jahrestagungen des AHMT sind zu einem wesentlichen Bestandteil der wissenschaftlichen Kommunikation im Bereich der Hochschulen und Universitäten sowie der Messtechnik-Industrie geworden.

## Ehrungen und Auszeichnungen (Auswahl)
- 1993 Verdienstorden der Bundesrepublik Deutschland (Verdienstkreuz am Bande)
- 1998 Karl Max von Bauernfeind-Medaille der TU München
- 2000 Ehrendoktorwürde (Dr. h. c.) der George Asachi Universität Iasi (Rumänien)
- 2004 Ehrendoktorwürde (Dr. h. c.) der National Aviation University Kiew
- 2013 Ehrensenator des Chinesisch-Deutschen Hochschul-Kollegs (CDHK) an der Tongji-Universität Shanghai.

## Veröffentlichungen (Auswahl)
- Über die Strahlform bei der Strömung von Luft in Unterdruckräume. Z. f. A. Physik, Band 9, Heft 2 (1957), S. 88–95.
- Energieverteilung im Spektrum der Röntgenbremsstrahlung eines 35 MeV Betatrons. Naturwissenschaften 45, 509, 1958.
- Ein Magnetisches Compton-Spektrometer zur Untersuchung hochenergetischer Röntgen-Bremsstrahlung. Nuclear Instruments and Methods 10 (1961), S. 295–300.
- Instrumentierung und Steuerung von Leistungsreaktoren. Kerntechnik (1966) Heft 8/9, S. 358–362.
- Die Kernflussinstrumentierung großer Leistungsreaktoren. Atom und Strom 15 (1969) 5/6, S. 84–89.
- Zuverlässigkeitsnachweis für Rechner-Schutzsysteme. 8. IRS-Fachgespräch Köln 1972; IRS-T-24 (1973), S. 113–126.
- Hrsg.: Strahlung und Strahlungsmesstechnik in Kernkraftwerken. Elitera Verlag, Berlin 1974 (mit Karl-Heinz Fischer u. a.). ISBN 3-87087-047-8.
- Elektrische Messtechnik. Hanser Verlag, München; Wien. 1. Aufl. 1983, Fachbuchverlag Leipzig im Hanser Verlag, 11. Aufl. 2014 (mit L. Reindl und B. Zagar). Chinesische Ausgabe der 1. Auflage Huazhong Univ., Wuhan 1983, Chinesische Ausgabe der 8. Aufl., Publishing House of Electronics Industry, Bejing 2004. ISBN 978-3-446-44208-5.
- Zuverlässigkeit von Mess- und Automatisierungseinrichtungen. Hanser Verlag, München; Wien 1984. Chinesische Ausgabe, Translation und Publishing Corporation, Shanghai 1989. ISBN 3-446-14190-1.
- Introduction to Reliability Modeling. Proceedings of the IFAC Workshop on Reliability, The Hague 1986, Pergamon Press, Oxford 1987, p.1-20.
- Online identification of the time response of sheathed thermocouples. Proc. of the 1st Int. Symp. on Measurement-Technology and Intelligent Instruments ISTMTII, Wuhan VR China, 1989, p. 801-803 (mit B. Sarnes).
- Signalverarbeitung – Numerische Verarbeitung digitaler Signale. Hanser Verlag, München; Wien 1990, 2. Aufl. 1992. Ukrainische Ausgabe: Lybid', Kiew 1992, Russische Ausgabe 1995. ISBN 3-446-16563-0.
- NUMERI – Training Software for Numerical Data. VDI-Bericht 856, VDI-Verlag, Düsseldorf 1990, p. 189-196 (mit P. Haschberger und T. Prufer).
- Hrsg.: Lexikon Mess- und Automatisierungstechnik. VDI-Verlag, Düsseldorf 1992. ISBN 3-18-400895-9.
- Berechnung der Signalleistung im Zeit- und Frequenzbereich. tm Technisches Messen 65 (1998), S. 370–377 (mit F. Palme).
- Principle and Application of Fourier Spectrometers. Proceedings of the Indonesian-German Conference on Instrumentation, Measurements and Communications, July 2001 Bandung, Indonesia, p. 10-16 (mit R. Windpassinger).
- Measurement Systems for Mechanical Strain Using BAW and SAW Sensors. Proceedings of the Tunesian-German Conference on Smart Systems and Devices, March 2001, Hammamet, Tunesia, p. 229-235.